# Tachysphex pechumani
Tachysphex pechumani é uma espécie de insecto da família Sphecidae.
É endémica dos Estados Unidos da América.